# 岸田今日子
岸田今日子（日语：／ Kishida Kyōko，1930年4月29日—2006年12月17日），日本女演員、配音員、童話作家。本名相同。身高156cm。A型血。
自由學園高校畢業。父親是劇作家、文學座的創始人岸田國士，母親是翻譯家岸田秋子。姊姊是詩人、童話作家岸田衿子，演員岸田森是她的堂弟。前夫是演員仲谷昇。

## 經歷

### 成長時期
岸田今日子出生於東京府豐多摩郡（現東京都杉並區），她是劇作家岸田國士與岸田秋子的次女。
少女時期，她和姊妹們因戰亂被疏散到長野縣，然後1946年返回東京，進入自由學園高校就讀。在學期間，她受到雕塑家本鄉新藝術講座的啟發，同時透過父親的藏書熟悉了戲劇。她對舞台設計產生了興趣，立志成為舞台設計師，高中畢業後，她進入文學座附屬戲劇研究所當實習生。
然而，從研究所畢業後，她轉向當演員，並於1950年的《小貓颱風》首次登台演出，這成為她愛上表演的契機。1953年，她首次登上銀幕，在今井正的電影《泥灘》中飾演一個小角色。此後，她精進演技，涉足舞台、電影、電視、配音等廣泛領域。1954年，父親因突發疾病去世。

### 作為演員
1960年，岸田在《莎樂美》被提拔為主角，此後她出演包括《熱帶樹》等三島由紀夫的許多作品。她也曾在許多舞台作品裡扮演許多重大和困難的角色，包括獲得劇院獎的《歡樂的精靈》。然而，1963年，她覺得杉村春子和其他文學座高層已經失控，於是她與她的支持者芥川比呂志、高木均、小池朝雄、神山繁、山崎努一起離開了文學座。
同年成立現代劇團協會附屬「劇團雲」，1975年參與成立「演劇集團 圓」。此後，她出演了《破碎的風景》、《在後面的那個人是誰》、《陷阱街》等別役實撰寫的大部分作品。在展現出難以親近的魅力的同時，她靈活多變的演技也獲得了高度評價，這讓她也能輕鬆駕馭幽默的角色。除了舞台劇演員的身份外，她還活躍在電視演出的第一線，有時因她的存在而被稱為「怪優」。
1962年，她以《破戒》等電影的演出獲得每日電影女配角獎。1964年，她主演的第一部電影《沙丘之女》在世界各地好評如潮，並獲得了藍絲帶最佳女配角獎，奠定了實力派演員的地位。包括上述的《破戒》和《犬神家一族》等市川昆的許多作品都採用她。此外，在1982年增村保三執導的電影《祝女兒7歲生日快樂》裡，岸田飾演的女主角母親的怪演也成為熱門話題。
在電視劇方面，她在1964年電影《男人真討厭》裡飾演越路吹雪、淡路惠子、岸田恭子和橫山道代（現橫山通乃）這四位拔男人的單身姐妹中的三女兒，岸田在茶室的辨識度有所提升（本九飾演四姊妹中最小的弟弟）。該節目是一部非常受歡迎的電視劇，產生出等流行語。
除此之外，她還出演了1962年電影《秋刀魚之味》和1974年電視劇《遍體鱗傷的天使》等多部話題作品，被稱讚為「岸田在配角方面閃閃發光」。

### 活動範圍廣泛
由於其獨特的聲音和情感解讀，岸田在1969年動畫《嚕嚕米》裡作為配音員出演。另外，在《嚕嚕米木偶動畫》裡，包括嚕嚕米在內的所有角色甚至旁白都由岸田一人飾演。透過這部作品，她的聲音受到了全世界孩子們的喜愛，也因其優雅和溫暖而受到成年人的喜愛。此後，她從紀錄片到綜藝節目被廣泛擔任解說。2002年，她參加流行歌手UA單曲《DOROBON》的詩歌朗誦。
她寫了很多書，活躍在從隨筆到翻譯等各個領域。並對兒童文學和童話有著特別深厚的造詣，她所屬的「演劇集團 圓」還負責策劃了最後在Χ劇院上演的《圓 兒童舞台》。上述如此廣泛的活動對於一位1950年代出道的女演員來說是很罕見的。
此外，約1990年，她在綜藝節目《多虧了隧道二人組》裡出演了戲劇風格的小品，並在當時的年輕觀眾群廣為人知。另一方面，除了九條會外，她還因參與「反對伊拉克襲擊和緊急立法的演劇人民協會」等維護憲法運動而聞名。

### 死去
岸田今日子在2006年版的《犬神家一族》裡，飾演1976年原版宮川香琴的師父，然而，由於岸田的身體狀況不佳，該角色改為由草笛光子（原版中飾演三女兒梅子）飾演。
2006年12月17日下午3時33分，岸田因腦腫瘤導致呼吸衰竭在東京的醫院去世，享壽76歲。墓園位於東京都府中市多磨町多磨靈園。
同年1月朝日電視台播出的《法醫學教室之事件簿》第22季是她逝世前最後一次演出電視劇。此外，在同年12月NHK-BS2播出的《瑪波小姐探案》系列中，她負責配音主角瑪波小姐，卻在播出前後她去世，因此成為遺作。

## 繼任、代演
岸田逝世後，演員、配音員接替角色如下：
- 瀧澤久美子—《神探可倫坡 (第2季)》：莉莉安·史坦霍普〈赫娜·布萊克曼〉[c]
- 草笛光子—《犬神家一族（日语：犬神家の一族 (1976年の映画)）》：宮川香琴的師父、《瑪波小姐探案》：瑪波小姐

## 逸事

### “母親”的存在
年輕時，母親岸田秋子在一家出版公司擔任翻譯，立志從事文學事業，但在嫁給父親岸田國士後，母親放棄了這項事業。就在她出生後，在母親的溺愛下長大，但她深愛的母親在她12歲時因肺結核去世。之後，她作為演員而成名，並活躍在多方面領域，但她仍然意識到母親的存在。
約1993年，有人問她是否受到劇作家父親的影響而成為演員或作家，她回答說「我認為母親給我的影響更大」。她接著說「自從我找到了母親年輕時的日記，我就無法理解其中的那句『願我內心的藝術之芽盡情綻放』」。
岸田本身在個人生活中於1968年成為母親，但她對在影視劇中扮演母親角色沒有興趣，因為她對「母親」這個角色有一種特殊的感情。當她在1976年電視劇《煞住》裡扮演母親角色時，她對片場工作人員稱呼「媽媽」表現出冷淡的態度。

### 私生活
1954年，岸田在文學座與仲谷昇相識後成為同志，後來在「劇團雲」和「演劇集團 圓」中合作。此外，她與不僅演技受到好評，而且還是當時的二枚目演員仲谷結婚。兩人被稱為「新戲劇界的夫婦」。之後她懷孕了，但由於不間斷的演員工作，她曾經流產過一次。當她第二次懷孕時，她決定拒絕工作以避免流產，並在1968年生下了第一個女兒。
雖然岸田在工作上忙碌並獲得了演員的聲譽，但在私生活中，她與丈夫的關係逐漸惡化。1978年離婚。後來，岸田開始獨自帶著女兒生活。為了讓女兒理解本身的工作，在動畫電影《嚕嚕米》裡為嚕嚕米配音。

### 舞台
1948年，岸田對舞台設計產生了興趣，進入了文學座研究所，但兩年後畢業時，將為所有人舉行試鏡，包括那些想在幕後工作的人。當時的岸田是一個害羞的人，但她被選為表演者，無意間成功第一次登上舞台。1952年，她不顧父親的反對，正式成為文學座的一員，開始在四榻半榻榻米的公寓裡過著貧窮的生活。
1955年，在文學座期間，她候選為福田恆存導演、芥川比呂志主演《哈姆雷特》中的女主角歐菲莉亞一角，成為日本戲劇史上的轉捩點。然而，文學座的創始人岩田豐雄卻表示反對，稱如果年紀太小就選一個好角色，會引起周圍人的嫉妒，不符合他的最佳利益，最後變成一場空。另外，當她被選為《莎樂美》（1960年）的主角時，三島由紀夫表示「莎樂美這個角色非常適合我的形象」。
離開文學座後，岸田以「劇團雲」主演的戲劇《聖女貞德》（1963年）獲得了藝術祭獎。此後，她出現在從莎士比亞到日本作家的各種雄心勃勃的作品中，拓展了本身的藝術視野。值得一提的是，她加入「演劇集團 圓」後，有一次和塚公平一起排練舞台表演時，因為不能正確地說出本身的即興台詞，而被他凌辱。此後，她在電影和舞台上展現出多才多藝且傑出的表演，作為一名演員已經到了成熟的階段。

### 關於演技
岸田說「表演是幻想的賞賜」，她在自由地扮演賦予本身角色時感受到的樂趣，是她一直從事演員工作直到晚年的原因。她並不是真的想被視為一個嚴肅的新劇演員，但她說「我想做任何有趣的事情。我想讓觀眾不斷地問『這是一個什麼樣的演員？』」。
另外，文學座後輩山崎努表示「我和岸田女士對角色的看法很相似，我們都喜歡『乍看之下很難解釋的神秘角色』」。雖然扮演這個角色很困難，但岸田並沒有向身邊的人表現出準備角色的艱辛，而是以一種自然的態度對待工作。

### 其他

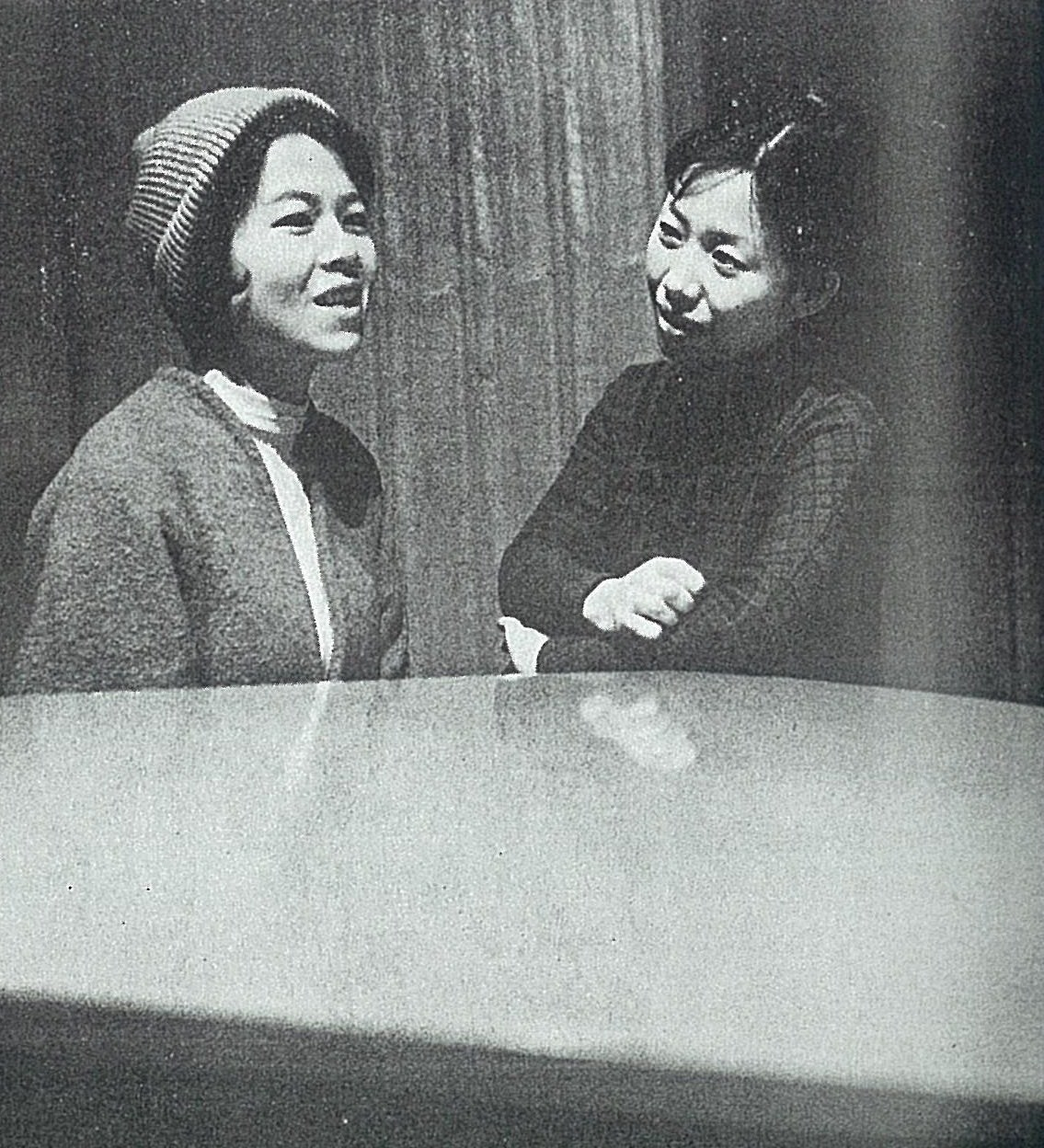
1961年，岸田（右）和今井和子（左）。

與吉行和子、富士真奈美是親密的朋友。
興趣：麻將。1970年代參加《週刊郵報》主辦的勝貫麻將比賽，成績非常出色，甚至擊敗了阿佐田哲也（色川武大）。
她也喜歡俳句，她的俳句名字是。
電影導演利重剛評論道「岸田演出的所有電影中，與市川崑導演的互動特別好」。1961年的電影《黑暗中的十個女人》裡，她是一群華麗女演員中唯一的一個，散發著獨特的氣場，扮演了一個一心復仇的女人。另外，在1996年版的《八墓村》裡，岸田飾演的雙胞胎老婆婆也給觀眾留下了深刻的印象。
從1988年開始播出16年的綜藝節目《明石家秋刀魚大先生》則起源於岸田交給明石家秋刀魚的一個卡式錄音帶。

## 演出

### 電視劇
- 東芝週日劇場（KR電視台→TBS）
  - 雨（1959年，朝日放送製作）
  - 傳教士之死（1960年）
  - 聖女像（1960年）
  - 昨天與今天的女人（1961年）
  - 死魚之眼（1961年，中部日本放送製作）
  - 女人的墳墓（1961年）
  - 榮耀的旗幟 前、後篇（1965年）
  - 別管我（1973年，中部日本放送制作）
  - 旅行（1975年，北海道放送制作）
- 媽媽（KR電視台→TBS）
  - 第41回「完美女性」（1960年）
  - 第283回「母親之夜」（1965年）
  - 第355回「母親的剪報」（1966年）
- 冷掉的茶（1962年，TBS）—飾 圭子
- 鏡子的家（日语：鏡子の家）（1962年，TBS）—飾 鏡子
- 近鐵週五劇場（日语：近鉄金曜劇場） 「後街女人」（1962年）
- 松本清張系列 黑之組曲／紐（日语：紐 (松本清張)#1962年版）（1962年，NHK綜合）—飾 梅田靜子
- 男人真討厭（日语：男嫌い (1963年のテレビドラマ)）（1963年，日本電視台）
- 大河劇（NHK綜合）
  - 赤穗浪士（1964年）—飾 阿久里（日语：瑤泉院）
  - 春之道（1971年）—飾 淀之方
  - 武田信玄（1988年）—飾 壽桂尼
  - 德川慶喜（1998年）—飾 松島
- 三匹之侍（日语：三匹の侍） 第2系列 第25話「逃犯」（1965年，富士電視台）
- 日產之星劇場（日语：日産スター劇場）（日本電視台）
  - 可愛的狗和可愛的貓（1965年）
  - （1965年）
  - 當女人的鐘擺停止擺動時（1966年）
  - （1967年）
- 七人刑警（日语：七人の刑事）（TBS）
  - 第181話「危險的朋友」（1965年）
  - 第212話「有人在等待我」（1966年）
- 榆家的人們（日语：楡家の人びと）（1965年，TBS）
- 源氏物語（1965年—1966年，MBS）
- 黃色風土（日语：黄色い風土#テレビドラマ）（1965年，NET）—飾 島內夫人
- 戰國太平記 真田幸村（1966年，TBS）—飾 大蓮院
- 討厭！喜歡!!（日语：嫌い!好き!!）（1966年—1967年，日本電視台）
- THE警衛（日语：東京警備指令 ザ・ガードマン） 第96話「來自阿姆斯特丹的女人」（1967年，TBS）
- 輪到我了！（日语：おれの番だ!） 第23話「個人諮詢」（1967年、TBS）
- （1967年，富士電視台）—飾 小宮山園子
- 眠狂四郎（日语：眠狂四郎 (1967年のテレビドラマ)） 第6話「無明劍」（1967年，富士電視台）
- 文五捕物繪圖（日语：文五捕物絵図）（1967年，NHK綜合）
- 劍 第7話「埋伏」（1967年，日本電視台）
- 大奧（日语：大奥 (1968年のテレビドラマ)）（1968年，關西電視台）—旁白／飾 怨靈
- 寫樂到那裡去了（1968年，NHK綜合）—飾 阿春
- 銀河電視劇（NHK綜合）
  - 結婚（1969年）
  - （1971年）
- （1972年，NET）
- 週二女性系列（日语：火曜日の女シリーズ）「玻璃細工的家」（1973年，日本電視台／UNION電影（日语：ユニオン映画））—飾 土門冴子
- 銀座吾町（日语：銀座わが町）（1973年，NHK綜合）
- 遍體鱗傷的天使（日语：傷だらけの天使）（1974年—1975年，日本電視台）—飾 綾部貴子
- 連續電視小說（NHK綜合）
  - 水色之時（日语：水色の時）（1975年）—旁白
  - 羅曼史（日语：ロマンス (1984年のテレビドラマ)）（1984年）—飾 香木艷子
  - 花梨（日语：かりん (テレビドラマ)）（1993年—1994年）—飾 小森晶乃
- 只有你的今晩（日语：あなただけ今晩は (テレビドラマ)）（1975年，富士電視台）
- 德川三國志（日语：徳川三国志 (テレビドラマ)）（1975年—1976年，NET）—飾 春日局
- 愛的懸疑劇場（日语：愛のサスペンス劇場）（日本電視台）
  - 煞住（日语：歯止め#1976年版）（1976年）—飾 津留江利子
  - 薪能（1977年）—旁白
- 無情的許可證（日语：非情のライセンス） 第2系列（1976年，NET）—飾 深海綾
- 暖流（日语：暖流 (小説)）（1976年—1977年，日本電視台）—旁白
- 紅色的命運（日语：赤い運命）（1976年，TBS）—飾 吉野世津子
- 前略母親大人（日语：前略おふくろ様） 第2系列（1976年，日本電視台）—飾 三宅花惠
- 此世之花（日语：この世の花）（1977年，日本電視台）—飾 榎本香苗
- （1977年，關西電視台）
- 週六WIDE劇場（日语：土曜ワイド劇場）（朝日電視台）
  - 昭和怪盗傳（1977年）
  - 華麗殺人三重奏 決鬥的女人（1980年）
  - 女律師 朝吹里矢子（日语：女弁護士 朝吹里矢子）5 華麗的狙擊者（1981年）
  - 愛的妖精殺人事件（1983年）
  - 法醫學教室之事件簿（日语：法医学教室の事件ファイル）（1992年—2006年）[q]
  - 松本清張特集 買盆栽的女人（日语：鉢植を買う女#1993年版）（1993年）—旁白
- 週六大劇場「男同志女同志（日语：おとこ同志おんな同志）」（1978年，日本電視台）—飾 一柳桃子
- 關於惡女（日语：悪女について）（1978年，朝日電視台）—飾 小川圭子
- 老公離家出走了（日语：亭主の家出）（1978年—1979年，朝日電視台）—飾 松原真知子
- （1978年，朝日電視台）—飾 阿金（日语：おきん）
- 赤穗浪士（日语：赤穂浪士 (1979年のテレビドラマ)）（1979年，朝日電視台）—飾 理玖（日语：りく）
- 銀河電視小說（NHK綜合）
  - 太郎的青春（日语：太郎の青春）（1980年）—飾 山本太郎的母親（信子）
  - 太郎的畢業（1981年）—飾 山本太郎的母親（信子）
- 阿吽（日语：あ・うん#テレビドラマ（NHK））（1980年，NHK綜合）—飾 門倉君子
- 週二懸疑劇場（日本電視台） 
  - （1981年）—飾 橫溝芳惠
  - 秘密（2003年）—飾 稗田喜久子
- （1981年，NHK綜合）—飾 小坂靜子
- 弟弟（1981年8月，NHK綜合）—飾 母親
- 日本犯科帳 隱密奉行（日语：日本犯科帳・隠密奉行）（1981年—1982年，富士電視台）—飾 朝日奈林
- 龍馬來了（1982年，東京電視台）—飾 本乙女
- 影子軍團III（日语：服部半蔵 影の軍団）（1982年，關西電視台）—飾 千愁尼（本理院孝子）
- 兒童傑作系列（日语：ハウスこども劇場）（1982年11月—1983年2月，朝日電視台）—敘事者
- 放鬆 ～松原克己的日常生活（1982年11月13日，關西電視台）—飾 幸江
- （1982年—1983年，TBS）—飾 瀨下
- 週四闔家WIDE（日语：ファミリーワイド）／（1983年，富士電視台）
- 大奧（日语：大奥 (1983年のテレビドラマ)）（1983年，關西電視台）—飾 袖萩
- 壬生的戀歌（日语：壬生の恋歌）（1983年，NHK綜合）—飾 連月尼
- 少女身世之謎（日语：少女に何が起ったか）（1985年，TBS）—飾 東貴惠
- YES方舟事件（日语：イエスの方舟事件）（1985年12月9日，TBS）—飾 武吉的母親
- 松本清張懸疑劇場 隱花裝飾（日语：関西テレビ制作・月曜夜10時枠の連続ドラマ）／遺墨（日语：遺墨 (松本清張)#テレビドラマ）（1986年，關西電視台）
- 錢形平次（日语：銭形平次 (風間杜夫)）（1987年，日本電視台）—飾 笹野絹
- （1990年，NHK綜合）
- 世界奇妙物語（富士電視台）
  - 「黑暗中的精靈」（1990年）
  - 片頭旁白（1991年）
  - 「8時50分」（1991年）
- 現代推理懸疑（日语：関西テレビ制作・月曜夜10時枠の連続ドラマ#現代推理サスペンス）／二重生活（1991年，關西電視台）
- 續·蒲田行進曲 小銀要去了（1991年，TBS）
- 源義經（日语：源義経 (1991年のテレビドラマ)）（1991年，日本電視台）—飾 占卜婆婆
- 隔世情未了（日语：君のためにできること (テレビドラマ)）（1992年，富士電視台）—飾 戒護人員
- 鍵師（日语：鍵師）（1993年—1997年，富士電視台）
- 櫻桃子樂園 谷口六三商店（日语：さくらももこランド・谷口六三商店）（1993年，TBS）—旁白
- 電視劇新銀河（日语：ドラマ新銀河）（NHK綜合）
  - 湯之町進行曲（日语：湯の町行進曲）（1994年）—飾 江上貴
- 週六電視劇（日语：土曜ドラマ (NHK)）（NHK綜合）
  - 和菓子之味（1994年）—飾 由木紀子
- 黑暗中的獵人（日语：闇の狩人#テレビドラマ）（1994年，富士電視台）—飾 阿濱
- 最棒的戀人（日语：最高の恋人 (テレビドラマ)）（1995年，朝日電視台）
- 御家人斬九郎（日语：御家人斬九郎）（1995年—2002年，富士電視台）
- 回家吧（日语：家へおいでよ (テレビドラマ)）（1996年，NHK綜合）
- 不愉快的果實（1997年，TBS）
- 夏日幽會（日语：ランデヴー (テレビドラマ)）（1998年，TBS）
- 心室細動（日语：心室細動 (小説)#テレビドラマ）（1998年，朝日放送）—飾 直江信子
- 明天會更好（日语：グッドニュース (テレビドラマ)）（1999年，TBS）
- 舞姬神探（日语：舞妓さんは名探偵!）（1999年，朝日電視台）—飾 宗方芳江
- 律師迫麻里子的遺言作成檔案（日语：弁護士迫まり子の遺言作成ファイル）（1999年—2003年，TBS）—飾 迫和美
- 進入京都祗園女婿刑事事件簿（日语：京都祇園入り婿刑事事件簿）（1999年7月23日，富士電視台）—飾 坂東玲子
- 蜜蜂的假日（2001年，NHK綜合）
- 調解交涉人甚內玉子的背後文件（日语：示談交渉人甚内たま子裏ファイル）（2001年—2005年，TBS）—飾 齊藤睦子
- 女人與愛與推理（日语：女と愛とミステリー）（東京電視台）
  - 「優雅的惡行（日语：優雅な悪事#テレビドラマ版）」（2001年—2003年）—飾 涉海笙子
  - 「寺田家的新娘」（2001年）—飾 寺田節
  - 「女人內心有兩張臉（日语：女の中の二つの顔）」（2004年）—飾 瀧川富美
- 壬生義士傳 ～新選組裡面最強的男人～（2002年，東京電視台）—飾 久佐
- 「護士人（日语：ナースマン）」系列（2002年、2004年，日本電視台）—飾 米田光子
- 私家偵探 濱麥克（日语：私立探偵 濱マイク）（2002年，讀賣電視台）
- HR（2002年，富士電視台）
- 帶子狼（日语：子連れ狼 (北大路欣也版)）（2002年—2004年，朝日電視台）—旁白
- 讓我來拯救地球（日语：ぼくが地球を救う）（2002年，TBS）—飾 高尾華子
- 尋找小寶貝（日语：赤ちゃんをさがせ）（2003年，NHK綜合）
- 大奧（2003年，富士電視台）—飾 村瀨
- 迷糊的動物醫生（日语：動物のお医者さん）（2003年，朝日電視台）—飾 西根貴
- 我的魔法師（2003年，日本電視台）—飾 布拉緹·馬利
- 相棒（2004年，朝日電視台）—飾 皆川千登勢
- 我的太太是魔女（日语：奥さまは魔女 (テレビドラマ)#日本版「奥さまは魔女」）（2004年，TBS）—飾 櫻花大嬸
- 女醫·優 ～青空Clinic～（日语：女医・優〜青空クリニック〜）（2004年，東海電視台）—飾 川田敏江
- 犬神家一族（2004年，富士電視台）—飾 宮川香琴的師父
- 愛之歌（日语：あいのうた (テレビドラマ)）（2005年，日本電視台）—飾 牧野秀子
- 橘京子的調查報告書（日语：橘京子の調査報告書）（2005年，MBS）—飾 橘歌江
- 保姆的危險好奇心（日语：ベビーシッターの危険な好奇心）（2007年，TBS）—飾 多岐川文[r]

### 電影

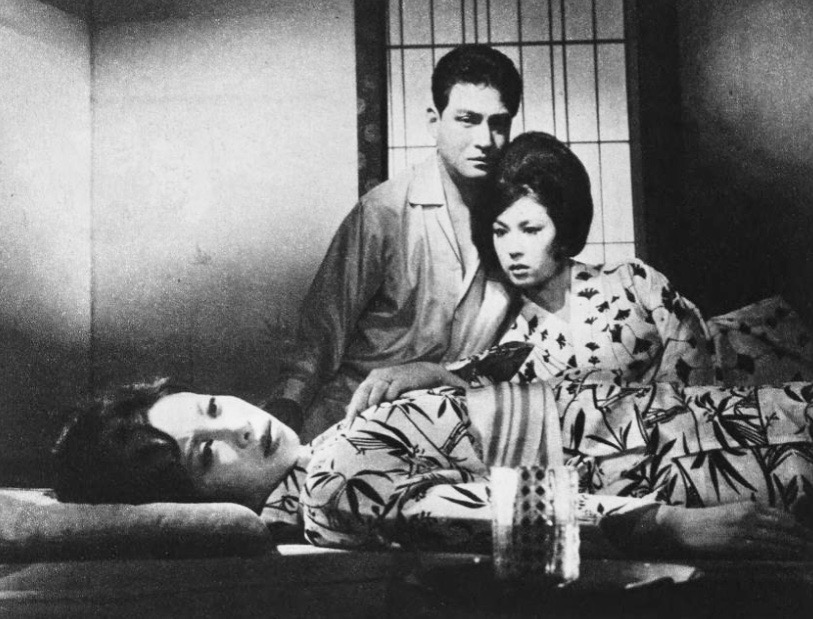
《卍 (電影)》（1964年）

- 泥灘（日语：にごりえ (映画)）（1953年）
- 閣樓裡的女人（1956年）
- （1956年）
- 惡女的季節（日语：悪女の季節）（1958年）
- 暗夜行路（1959年）
- （1959年）
- （1959年）
- 弟弟（日语：おとうと (1960年の映画)）（1960年）
- 濹東綺譚（1960年）
- 波之塔（日语：波の塔#映画）（1960年）
- （1960年）
- 人間的條件（日语：人間の條件 (映画)） 完結篇（1961年）
- 黑暗中的十個女人（日语：黒い十人の女）（1961年）
- 東京夜話（1961年）
- 這就是港口的燈光（日语：あれが港の灯だ）（1961年）
- 破戒（日语：破戒 (小説)）（1962年）
- 用眼淚，作成獅子的縱髮（日语：涙を、獅子のたて髪に）（1962年）
- 我兩歲（日语：私は二歳）（1962年）
- 秋刀魚之味（1962年）
- 忍者（1962年）
- 武士道殘酷物語（日语：武士道残酷物語）（1963年）
- 沙丘之女（1964年）
- 男人真討厭（日语：男嫌い (1964年の映画)）（1964年)
- 來自「女人的小盒子」 我丈夫看到了（1964年)
- 卍（日语：卍 (映画)）（1964年）
- Screen Test（1964年）
- 肉體學校（日语：肉体の学校#映画化）（1965年）
- 惡黨（日语：悪党 (映画)）（1965年）
- 他人之顏（日语：他人の顔）（1966年）
- 大奧(秘)物語（日语：大奥(秘)物語）（1967年）
- 不信的時候（日语：不信のとき）（1968年）
- 女體（1969年）
- 戰爭與人間 第一部 命運的序曲（1970年）
- 戰爭與人間 第二部 愛與悲哀的山河（1971年）
- 札幌奧運（日语：札幌オリンピック (映画)）（1972年）—旁白
- 孤獨之旅（日语：旅の重さ）（1972年）
- 諾斯特拉達穆斯的預言（日语：ノストラダムスの大予言 (映画)）（1974年）—預言聲音[12][2][s]
- 犬神家一族（日语：犬神家の一族 (2006年の映画)）（1976年）—飾 宮川香琴的師父
- 歌磨（日语：歌麿 夢と知りせば）（1977年）
- 犬神的惡靈（1977年）
- 姿三四郎（1977年）
- 日本的首領 野心篇（日语：日本の首領#日本の首領 野望篇）（1977年）
- 日蓮（日语：日蓮 (映画)）（1979年）
- 地獄（日语：地獄 (1979年の映画)）（1979年）
- 幸福號出帆（日语：幸福号出帆#映画化）（1980年）
- 祝女兒7歲生日快樂（日语：この子の七つのお祝いに）（1982年）
- 探偵物語（1983年）—飾 長谷沼君江
- 各位同學！（日语：生徒諸君!）（1984年）—飾 北城末知子
- 鹿鳴館（1986年）
- 海與毒藥（1986年）—飾 大場護士長
- 映畫女優（日语：映画女優 (1987年の映画)）（1987年）—飾 釘貫屋的女將
- 必殺4 我會消除怨恨（日语：必殺4 恨みはらします）（1987年）
- 吉原炎上（日语：吉原炎上）（1987年）—旁白
- 竹取物語（日语：竹取物語 (1987年の映画)）（1987年）
- （1987年）
- 鶴（日语：つる -鶴-）（1988年）
- 天與地（1990年）
- 天河傳說殺人事件（日语：天河伝説殺人事件 (映画)）（1991年）
- 像風的孩子（1992年）
- 學校怪談2（1996年）
- 八墓村（日语：八つ墓村 (1996年の映画)）（1996年）
- 天國情書（日语：愛する (映画)）（1997年）
- 人間之屑（2000年）
- 銅鑼平太（日语：どら平太）（2000年）
- 千年之戀 光源氏物語（2001年）
- 助太刀屋助六（2001年）
- 電影（日语：クロエ (映画)）（2001年）
- 春之雪（2005年）
- 月光下的浪子（日语：同じ月を見ている）（2005年）
- Wool 100%（2005年）

### 原創視頻
- 江戶村崎特急（日语：江戸むらさき特急）（1995年）—『大奧之卷』旁白

### 舞台
- 小貓颱風（1950年，文學座（日语：文学座））
- 漫長的聖誕晚餐（英语：The Long Christmas Dinner）（1952年，文學座）
- 狐憑（1952年，文學座）
- 晚上的向日葵（1953年，文學座）
- 幻境之國（1953年，文學座）
- 我無法逃脫（1953年，文學座）
- 女人的一生（1954年，文學座）
- 城館（1954年，文學座）
- 奇妙的幕間狂言（1954年，文學座）
- 紙氣球（1954年，文學座）
- 偵探物語（英语：Detective Story (play)偵探物語）（1954年，文學座）
- 二號（1954年，文學座）
- 風流劍客（法语：Cyrano de Bergerac (Rostand)）（1955年，文學座）
- 哈姆雷特（1955年，文學座）
- 葵上（日语：近代能楽集#葵上）（1955年，文學座）
- 嫩竹（日语：なよたけ）（1955年，文學座）
- 繪姿女房（1956年，文學座）
- 明暗（1956年，文學座）
- 棕櫚和女人（1956年，文學座）
- K之死（1956年，文學座）
- 鹿鳴館（1956年，文學座）
- 出賣記憶的男人（日语：思い出を売る男）（1957年，文學座）
- 布里塔尼居斯（英语：Britannicus (play)）（1957年，文學座）
- 陽氣妃（1957年，文學座）
- 明智光秀（1957年，文學座）
- 吝嗇鬼（1957年，文學座）
- 人與狼（1958年，文學座）
- 國姓爺（1958年，文學座）
- 薔薇與海賊（日语：薔薇と海賊）（1958年，文學座）
- 媒人不會回來（1958年，文學座）
- 瑪雅（1959年，文學座）
- （1959年，文學座）
- 憤怒地回顧（英语：Look Back in Anger）（1959年，文學座）
- （1959年，文學座）
- （1959年，東寶）
- 莎樂美（1960年，文學座）
- 歡樂的精靈（英语：Blithe Spirit (play)）（1960年，文學座）
- 裸體與小提琴（英语：Nude with Violin）（1961年，文學座）
- 凱撒大帝（1961年，文學座）
- 十日菊（日语：十日の菊）（1961年，文學座）
- 光明皇后（1962年，文學座）
- 黑之悲劇（1962年，文學座）
- 聖女貞德（1963年11月—1964年1月，劇團雲（日语：劇団雲））[14]
- 亨利四世（1967年，劇團雲）
- 癩王的陽台（日语：癩王のテラス）（1969年，劇團浪曼劇場（日语：浪曼劇場）／劇團雲／東寶）
- 野心和夏草（1970年，劇團雲）
- 馬克白（1972年，劇團雲）
- 湄南河上的日本人（1973年，劇團雲）
- 破碎的風景（1976年，西武劇場（日语：PARCO劇場）／圓企劃）
- 弱法師（日语：近代能楽集#弱法師）（1976年）
- 一棟房子、一棵樹、一個兒子（1978年，演劇集團 圓（日语：演劇集団 円））
- 我有一個孤獨如火的姐姐（1978年，木冬社）
- 熱帶樹（日语：熱帯樹 (戯曲)）（1980年，Office C&P）
- 那一群愛（1980年，木冬社）
- （1980年，演劇集團 圓）
- 戀人早已失去 -劇篇-（1981年，木冬社）
- 冬獅（英语：The Lion in Winter）（1982年，演劇集團 圓）
- 普托諾夫（英语：Platonov (play)）（1982年，演劇集團 圓）
- 幽靈蘋果（1983年，演劇集團 圓）
- 在後面的那個人是誰（日语：うしろの正面だあれ）（1983年，演劇集團 圓／俳優座劇場（日语：俳優座劇場））
- 山的巨人們（1983年，演劇集團 圓）
- 救援貓洛麗塔現在…（1985年，演劇集團 圓）
- 幽靈的家（1985年，演劇集團 圓／PARCO（日语：PARCO劇場））
- 蝌蚪是青蛙的孩子（1985年，演劇集團 圓）
- 阿默斯特的美女（1986年，PARCO）
- 已經好了嗎，還沒有哦（1988年，演劇集團 圓）
- 避暑勝地（1988年，演劇集團 圓）
- 今日子（1989年，演劇集團 圓）
- 欲望號街車（1989年，演劇集團 圓）
- 睡美人（1990年，演劇集團 圓）
- 亨利四世（1991年，PARCO）
- 車站、1971-1976、夏天（1991年，演劇集團 圓）
- 我的老師，我的小鎮（1992年，演劇集團 圓）
- 我，夢到你了（1993年，演劇集團 圓）
- 櫻桃園（1993年，演劇集團 圓）
- 來自森林的嘉年華（1994年，演劇集團 圓）
- （1997年，演劇集團 圓）
- 貓町（1997年，演劇集團 圓）
- 跨越彩虹的女人（1998年，新國立劇場）
- （1999年，演劇集團 圓）
- 躲起來的女人（2000年，竹中直人之會）
- 當世風雨月物語（2001年，演劇集團 圓）
- 女人向西走（2003年，演劇集團 圓）
- （2004年、新国立劇場）
- 陷阱街（2004年，演劇集團 圓）
- （2005年，演劇集團 圓）

### 音樂詩劇
- 溫蒂妮（1959年）—飾 貝塔爾達

### 廣播劇
- 潘朵拉時間 『流動』第4回（1956年，朝日放送）—第4屆日本民間放送聯盟文藝節目部門最優秀獎[15]
- 現代劇場 『輸出』（1957年，文化放送）—第6屆日本民間放送聯盟文藝節目部門佳作[16]
- 音樂詩劇 溫蒂妮（1959年，NHK第一套廣播）—第14屆藝術祭獎（日语：芸術祭 (文化庁)）、第13屆義大利獎（意大利语：Prix Italia）廣播音樂部門[17]
- 廣播廳 女人的心理景觀，我該去哪裡（1960年，RKB每日放送）—第8屆日本民間放送聯盟文藝節目部門優秀獎[18]
- 雲之繪本（1960年，日本放送）—女2[19]
- 現代劇場 （1962年，文化放送）[20]
- 現代劇場 （1962年，文化放送）—第11屆日本民間放送聯盟文藝節目部門優秀獎[21]
- 廣播劇場 廣播音樂幻想曲 星星牧場（1964年，日本放送）—第11屆翁達斯獎廣播電視節目國際競賽音樂劇組大獎[22]
- 特別廣播劇 柏林在唱歌（1986年11月22日，NHK-FM）—旁白，第2屆藝術作品獎（日语：芸術祭 (文化庁)#歴史）廣播劇部分[23]

### 電視動畫
- 嚕嚕米（日语：ムーミン (アニメ)）（1969年—1970年、1972年、1979年）—嚕嚕米[24]
- 漫畫兒童文庫（日语：まんがこども文庫）（1978年）—旁白
- 大拇指公主（1992年）—旁白
- 吸血姬美夕（1997年）—OP旁白
- 彩夢芭蕾（2002年）—旁白[25]

### 電影動畫
- 一千零一夜（1969年）—米里亞姆、賈里斯
- 朝向彩虹（1977年）—旁白
- 世界名作童話 拇指公主（日语：世界名作童話 おやゆび姫）（1978年）—蓋科[26]、旁白[26]
- 神奇獨角馬 黑雲與白羽（日语：ユニコ）（1979年）—西風
- 劇場版 奔向地球（1980年）—祖母
- 新選組（日语：新選組 (2000年の映画)）（2000年）—駒野
- 死者之書（日语：死者の書 (折口信夫)#映画）（2006年）—旁白

### 其它動畫
- 世界名作童話 漫畫系列（日语：世界名作童話 まんがシリーズ）（1975年—1983年）—旁白、聲音演出[27]

### 遊戲
- 天外魔境II 卍MARU（1992年）－宇宙創造主、OP旁白

### 外語配音

#### 電影
- 死刑台與電梯（弗洛朗絲·卡拉拉〈珍妮·摩露〉）※日本電視台版。
- 納粹狂魔（英语：The Damned (1969 film)）（蘇菲·馮·埃森貝克〈英葛黎·蘇琳〉）
- 江湖女間諜（英语：Viva Maria!）（瑪麗亞一世〈珍妮·摩露〉）

#### 電視影集
- 瑪波小姐探案（珍·瑪波〈初代日語配音／潔拉爾汀·麥克伊旺（英语：Geraldine McEwan）〉）
- 神探可倫坡 (第2季)（莉蓮·斯坦霍普〈赫娜·布萊克曼〉）

#### 動畫
- 夏綠蒂的網（夏綠蒂）※劇場公映版。
- Once Upon a Time（英语：Once Upon a Time (1973 film)）（旁白）

### 綜藝、教育節目
- 電視朗讀散文 向田邦子 言葉的花束 第3回（1996年，NHK綜合）—向田邦子去世15年後，由她的好友岸田今日子負責朗讀[28]。
- 閱讀漫畫的古典（日语：まんがで読む古典）『源氏物語』（NHK綜合）—飾 紫式部
- 世界水上之旅（富士電視台）—旁白
- 多虧了隧道二人組「保毛尾田保毛男物語」「我們是定時制高中棒球社」（日语：とんねるずのみなさんのおかげです）（富士電視台）—飾 保毛尾田今日子、元小町校長
- DOWN TOWN的感覺是一件大事「婚姻前提戰士愛愛火」（日语：ダウンタウンのごっつええ感じ）（富士電視台）—飾 安倍川黃菜子
- 溫和的恐怖分子（日语：JOCX-TV2）（富士電視台）—飾 太太
- 全明星感謝祭（TBS）
- 週四特別節目（日语：木曜スペシャル） 這就是決定版 爆笑！日本職棒珍貴Play集（日语：勇者のスタジアム・プロ野球好珍プレー）'92總集篇「職棒野球戰國繪卷」（日本電視台）—旁白
- 北野武、明石家秋刀魚的名人聚集店（日语：たけし・さんまの有名人の集まる店）（富士電視台）—旁白

### 廣播節目
- 友善的騎師（日语：なかよしジョッキー）（NHK第一套廣播）
- 你好寶貝（TBS電台）
- MY LOVE、MY SOUNDS（朝日放送廣播電台）

### 廣告
- 麒麟麥酒「麒麟啤酒」[29]
- S&B食品（日语：エスビー食品）
- IONA International（日语：イオナ インターナショナル）（旁白）
- 雀巢日本（日语：ネスレ日本）「CRISPY物語（日语：クリスピー物語）」[30]
- TDK
- 朝日新聞社「週刊百科 世界100都市」
- Eisai（旁白）
- NTT「受話方付費電話介紹（篇、篇）」（1987年，旁白）
- DDI（日语：第二電電）（飾 嚕嚕米）
- JARO（日语：日本広告審査機構）（旁白）

### 其它
- 高中正義（日语：高中正義）專輯《TRAUMATIC 極東偵探團（日语：TRAUMATIC 極東探偵団）》（東芝EMI，WTP-90340）中擔任旁白
- 星星王子朗讀CD（東芝EMI）中擔任玫瑰花的聲音
- 有頂天（日语：有頂天 (バンド)）專輯收錄歌曲的片頭旁白
- PIZZICATO FIVE（日语：ピチカート・ファイヴ）單曲《PORNO 3003 ep》的旁白
- UA單曲《DOROBON（日语：DOROBON）》收錄歌曲「泥棒（独白）」的詩歌朗誦
- 新美南吉童話選集1,2,3（日文音頻保存）
- 岸田今日子朗讀CD-BOX（日文音頻保存）
- 岸田今日子自作選2 （日文音頻保存）
- 岸田今日子自作選3 （日文音頻保存）
- 東京迪士尼樂園
  - 白雪公主與七個小矮人（英语：Snow White's Enchanted Wish）（兔子）

## 音樂

### 單曲
| 發行日期     | 規格         | 規格編號     | 面           | 單曲名稱（日文原名） | 時間         | 作詞         | 作曲         | 編曲         |
| KING RECORDS | KING RECORDS | KING RECORDS | KING RECORDS | KING RECORDS         | KING RECORDS | KING RECORDS | KING RECORDS | KING RECORDS |
| ------------ | ------------ | ------------ | ------------ | -------------------- | ------------ | ------------ | ------------ | ------------ |
| 1964年       | EP           | BS-77        | A            |                      | 3:30         | 橫井弘       | 中野忠晴     | 上野正雄     |
| 1964年       | EP           | BS-77        | B            |                      | 3:45         | 岸田衿子     | 寺島尚彥     |              |

## 著作
- （1975年、2001年，大和書房（日语：大和書房））
- （1989年，角川書店）
-  (1991年，話之特集刊)
- （1992年，MAGAZINE HOUSE）
- （1997年，文藝春秋）　第46屆日本散文家俱樂部獎（日语：日本エッセイスト・クラブ賞）得獎作品
- （1997年，文藝春秋）
- （2000年，大和書房）
- （2002年，光文社）
- 年少版5月號  佐野洋子（日语：佐野洋子） 繪（2007年，福音館書店（日语：福音館書店））

## 腳註

## 外部連結
- 岸田今日子 （页面存档备份，存于） （日語）—日本藝人名鑑（日语：日本タレント名鑑）
- （日語）—WEB THE TELEVISION（日语：ザテレビジョン）
- . 時事.com（日语：時事ドットコム）.   [2016-10-25]. （原始内容存档于2023-11-20） （日语）.
- 岸田今日子 （页面存档备份，存于） （日語）—allcinema（日语：allcinema）
- 岸田今日子 （页面存档备份，存于） （日語）—KINENOTE
- 岸田今日子 （页面存档备份，存于） （日語）—電影.com（日语：映画.com）
- 岸田今日子 （页面存档备份，存于） （日語）—MOVIE WALKER PRESS（日语：MOVIE WALKER PRESS）
- 岸田今日子 （页面存档备份，存于） （日語）—oricon
- 日本電影數據庫（JMDb）上岸田今日子的資料（日語）
- 岸田今日子 （日語）—電視劇檔案資料庫（日语：テレビドラマデータベース）
- 岸田今日子 （页面存档备份，存于） （日語）—NHK人物錄（日语：NHKアーカイブスポータル）
- Kyoko Kishida在互联网电影资料库（IMDb）上的資料（英文）